# Ida Maly

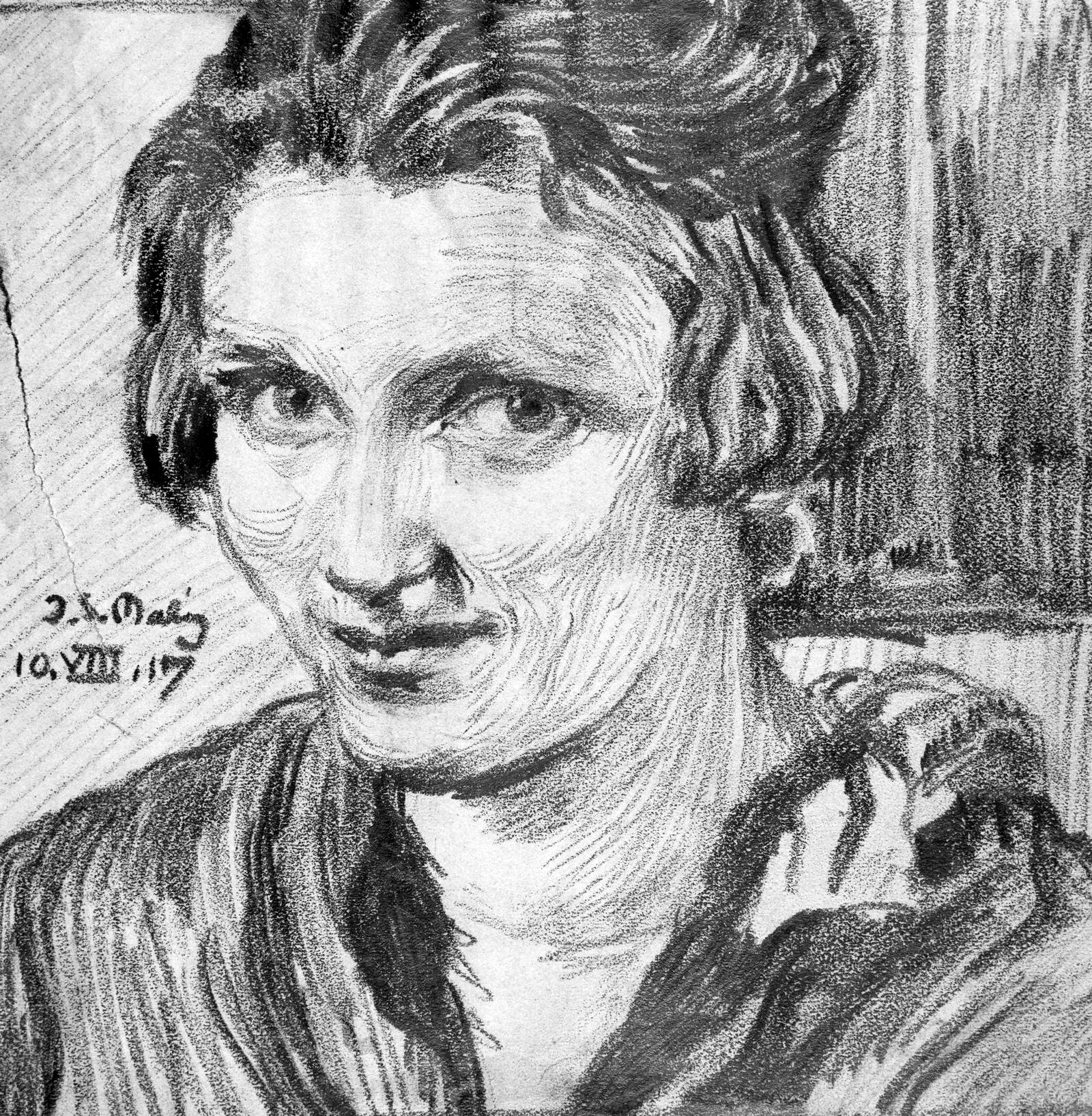
Ida Maly, Selbstporträt (1917)

Ida Sofia Maly (* 22. Oktober 1894 in Wien; † 20. Februar 1941 in der NS-Tötungsanstalt Hartheim in Oberösterreich) war eine österreichische Malerin. Sie wurde von den Nationalsozialisten im Rahmen der NS-„Euthanasie“ ermordet.

## Leben

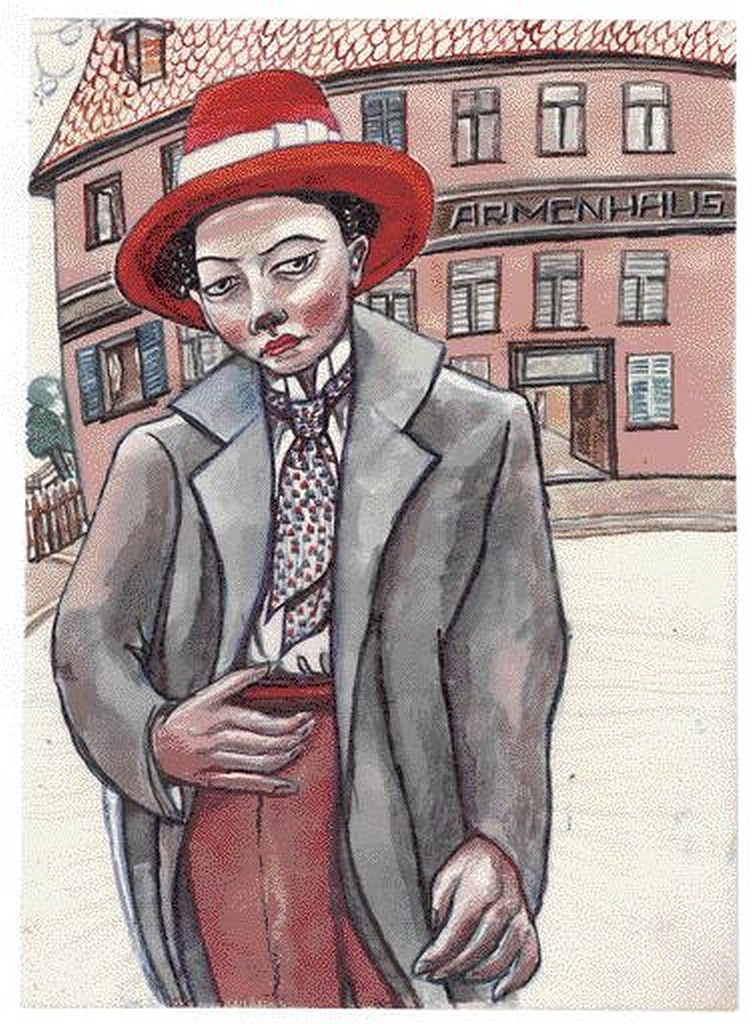
Ida Maly, Selbstporträt „Trübe Ahnungen“ (1928)

Ida Maly wuchs in Graz als dritte Tochter des k.k. Obereichmeisters Franz Maly und seiner Frau Sophie auf. Eine ihrer Schwestern war die spätere Malerin Paula Maly. Die Kindheit und Jugend verbrachten sie in einem bürgerlichen, den künstlerischen Interessen der Töchter aufgeschlossenen Umfeld. Nach ihrer Schulzeit besuchte Ida Maly die Landeskunstschule in Graz und studierte danach in Wien und München. Sie wurde stark geprägt durch das München der Räteregierung nach dem Ende des Ersten Weltkriegs, wo sie im Kreis um die Witwe Frank Wedekinds, Tilly Wedekind verkehrte, die auch aus Graz stammte und die Schwester ihrer besten Freundin Martha Newes war. Gemeldet war Ida Maly, die Teil der Münchner Boheme war, als Malerin und Schauspielerin und fertigte als Gelegenheitsarbeiten Kopien von Werken in der Alten Pinakothek an sowie erledigte das Retouchieren von Fotos und Anfertigung von Exlibris. Zwischen 1918 und 1925 lebte Ida Maly in München und fallweise auch in Berlin, Dresden und Paris. Sie wurde 1921 Mutter einer unehelichen Tochter, deren Erziehung sie überforderte, so dass sie ihre Tochter Elga Maly 1923 zu Pflegeeltern nach Graz gab. Ida Malys Werk aus den 1920er Jahren zeigt selbstbewusste Frauen. Ihr Freiheitsdrang und ihre emanzipatorischen Ziele gerieten in Konflikt mit ihren Aufgaben als alleinerziehende Mutter, sie wurde krank und kehrte nach Graz zurück. 1928 kam sie mit der Diagnose Schizophrenie in die Psychiatrieanstalt Feldhof in Graz. Nach dem sogenannten „Anschluss Österreichs“ 1938 an NS-Deutschland wurde sie im Februar 1941 im Rahmen der sogenannten „Aktion T4“ in die NS-Tötungsanstalt Hartheim im Schloss Hartheim bei Alkoven in der Nähe von Linz in Oberösterreich abtransportiert.
Unter der unverfänglichen Bezeichnung „Landesanstalt Hartheim“ wurde der in Graz lebenden Mutter von Ida Maly, Sophie Maly, mit einem Schreiben vom 11. Februar 1941 mitgeteilt, dass „Ihre Tochter Ida Maly auf Grund ministerieller Anordnung […] in unsere Anstalt verlegt wurde und hier gut angekommen ist“. Weiter heißt es darin, dass Besuche zur Zeit „aus mit der Reichsverteidigung im Zusammenhang stehenden Gründen nicht zugelassen seien“, telefonische Auskünfte nicht erteilt und etwaige Veränderungen des Befindens der Patientin alsbald mitgeteilt würden, und dass von weiteren Nachfragen Abstand zu nehmen sei. Dafür wurde ein vorgedrucktes Standardschreiben verwendet, das lediglich durch einige wenige individuelle Angaben, wie Datum, Tagebuchnummer, Empfängeranschrift, Verwandtschaftsangabe und Name der Patientin, ergänzt worden war.

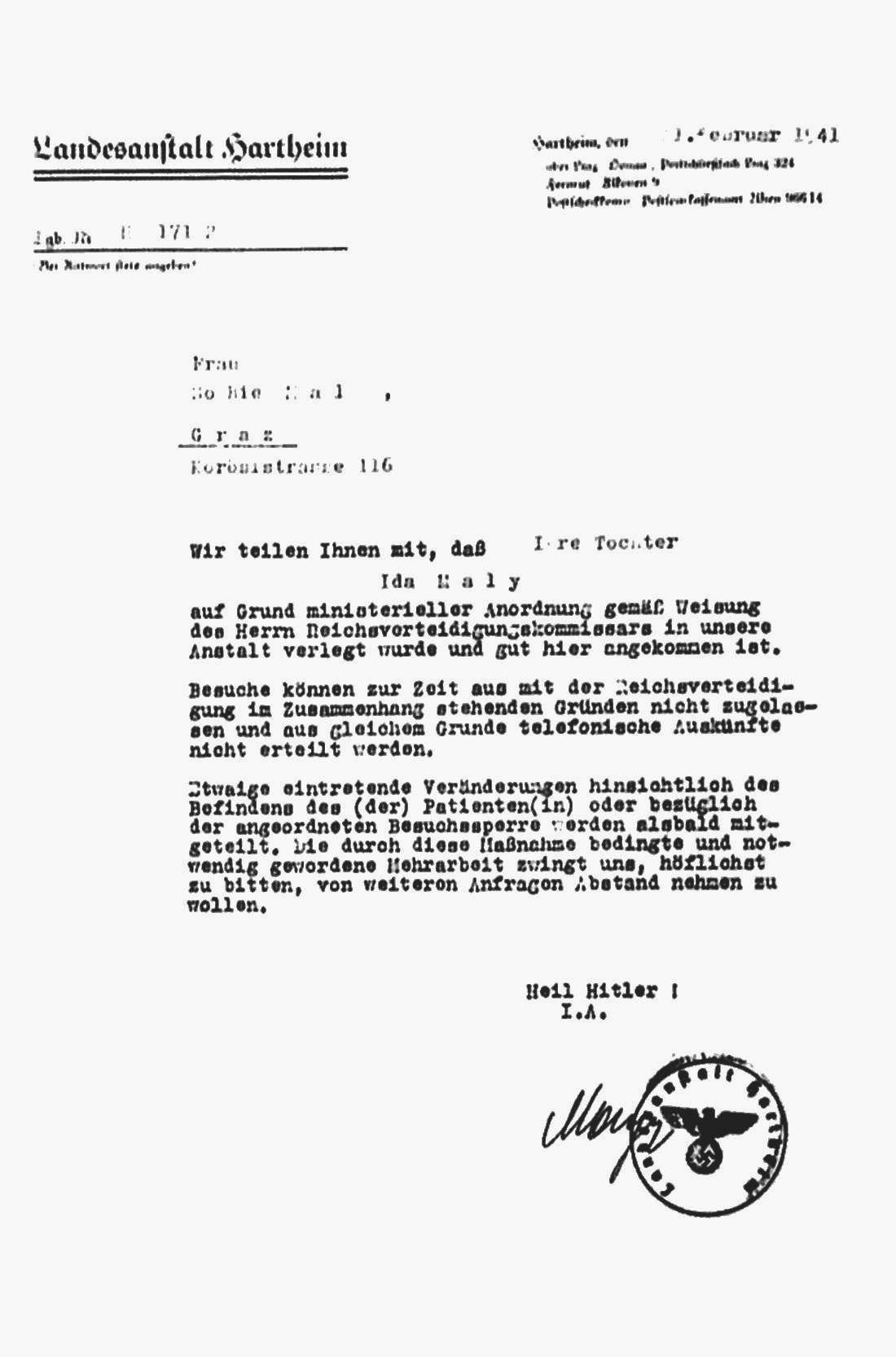
Originalschreiben vom 11. Februar 1941, das 2008 in einer Ausstellung in Linz gezeigt wurde.

Diese Irreführung der Angehörigen, mit der Nachfragen von Anfang an klein gehalten werden sollten, gehörte zum „Programm“ der nationalsozialistischen Krankenmorde im Rahmen der „Aktion T4“. In Wirklichkeit wurde Ida Maly in der NS-Tötungsanstalt Hartheim vergast, was in der Regel am Tage der Ankunft oder am nachfolgenden Tag erfolgte. Ihr Leichnam wurde wie bei allen in Hartheim Ermordeten durch Verbrennen beseitigt. Die Angehörigen erhielten dann meistens noch erfundene Krankengeschichten mit irreführenden Anhaltspunkten für natürliche Todesursachen und gefälschte, aber amtliche Todesurkunden. Oft wurden den Angehörigen fingierte Kosten in Rechnung gestellt. Außerdem erhielten sie eine Urne mit Verbrennungsasche, die nicht mit der Asche der getöteten Person identisch war.
Malys Werke mit einer eigenen Bildsprache der Malerei der Moderne gerieten in Vergessenheit. Erst durch eine Ausstellung im Jahre 2005 in der Neuen Galerie Graz wurde Maly wieder bekannt.
Zum 80. Todestag im Jahr 2021 widmete das Linzer Lentos der Künstlerin eine Ausstellung, „welche anhand ausgewählter Arbeiten Ida Malys Lebensweg nachzeichnet und zeigt, wie sie sich zwischen den Stilen bewegte und dabei zu ihrer individuellen künstlerischen Sprache fand“.

## Galerie

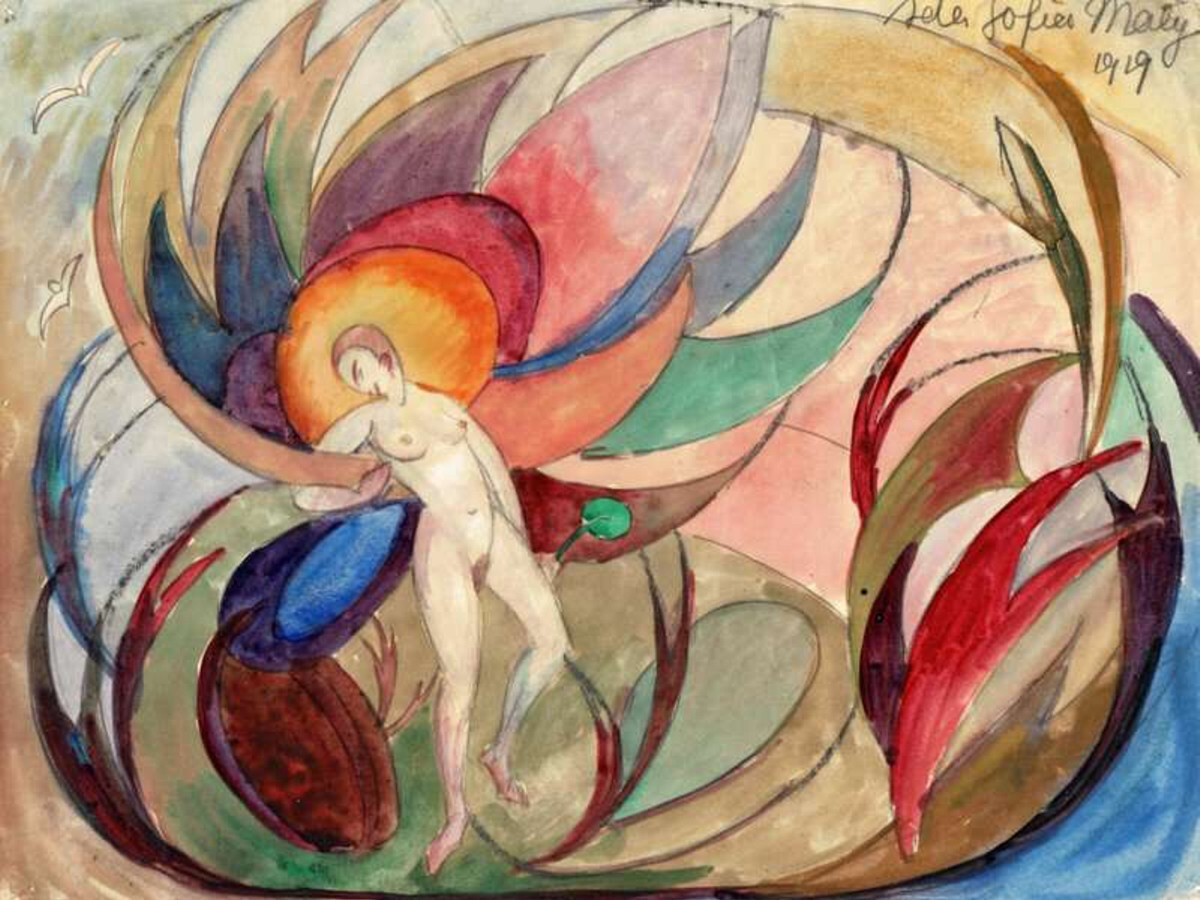
Akt mit Blüten (1919)
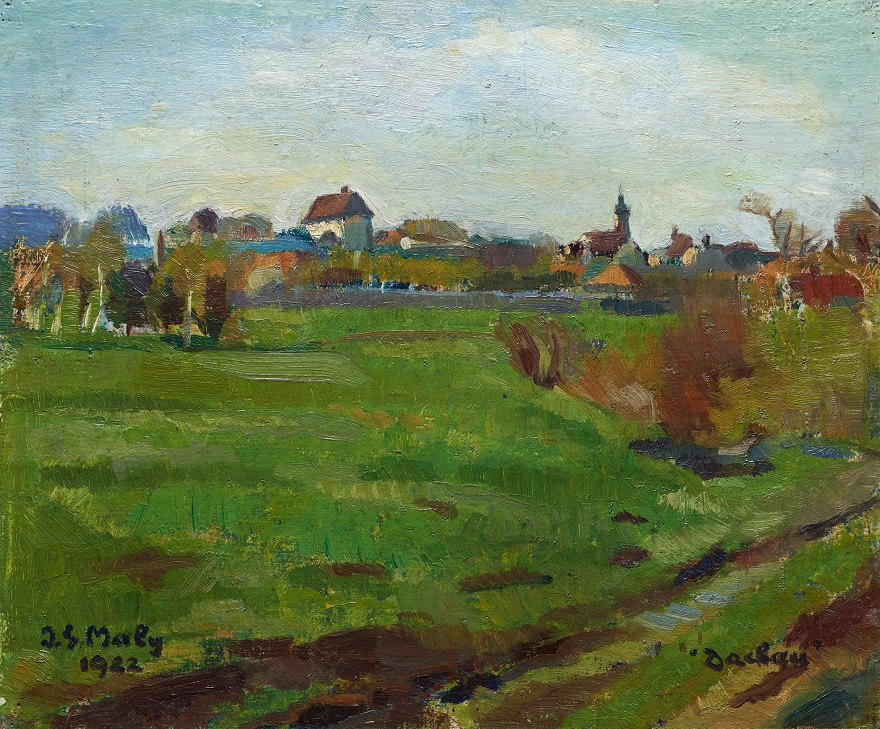
Dachau (1922)
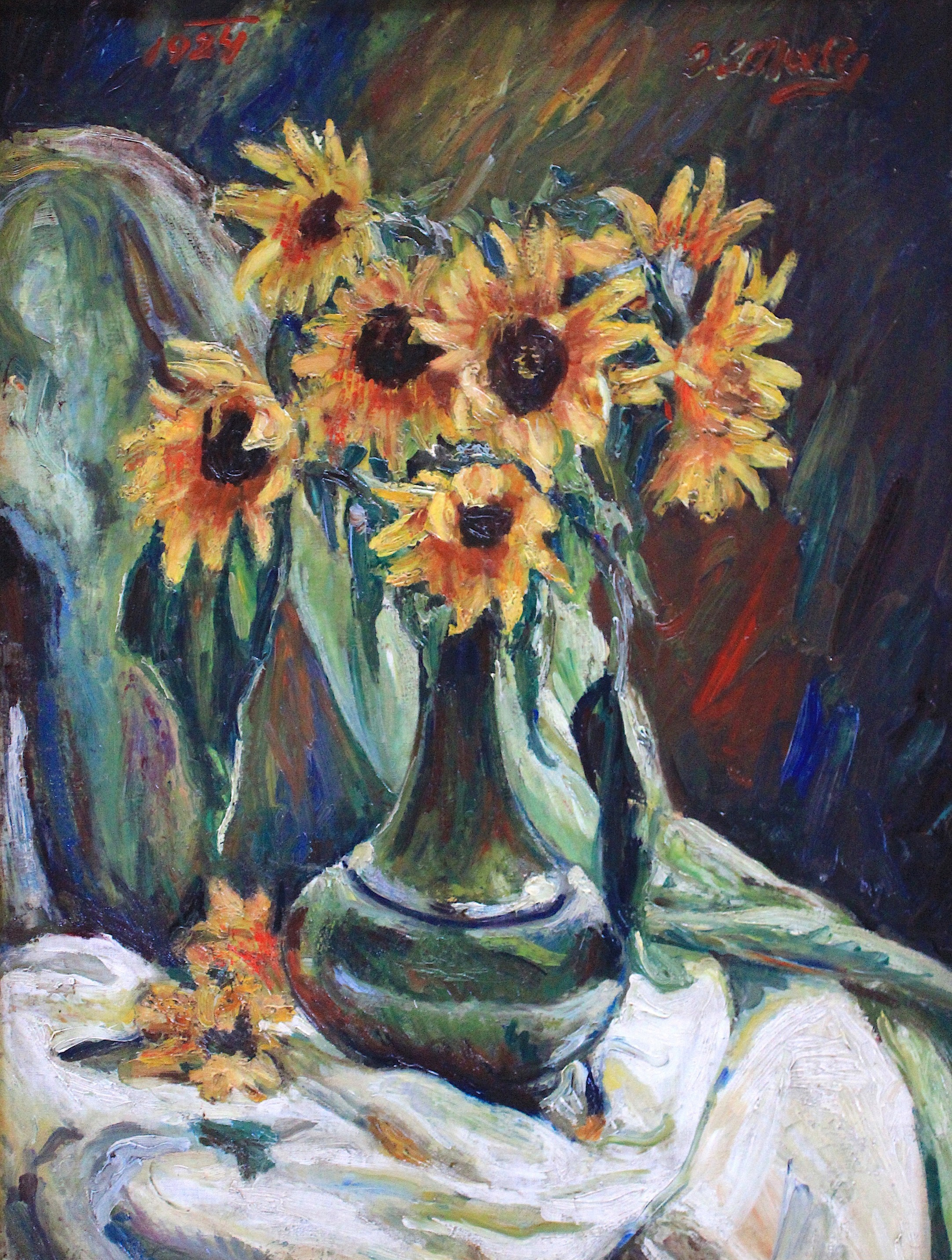
Stillleben mit Vase, Sonnenblumen und weißer Decke (1924)
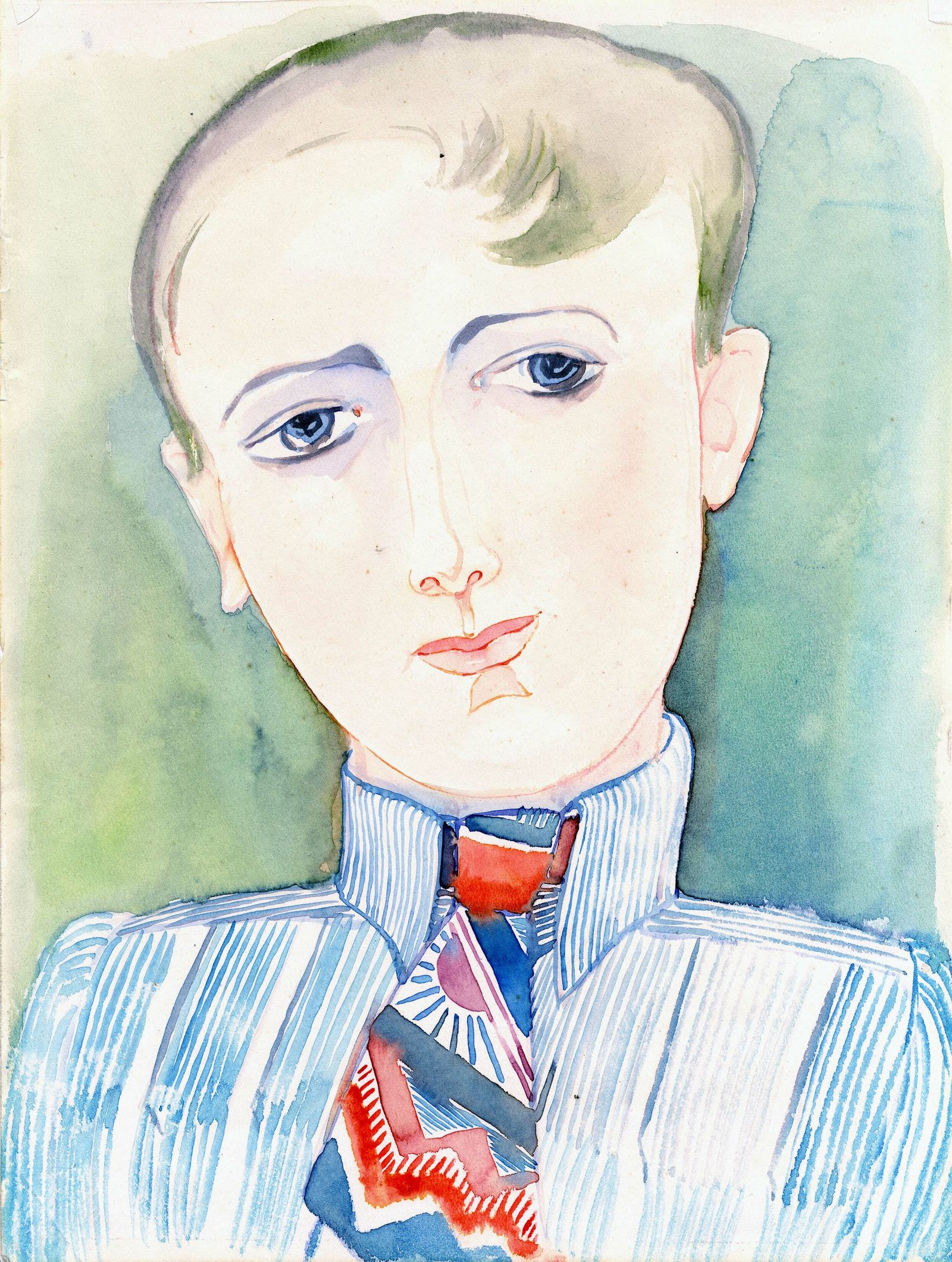
Frau oder Mann mit Krawatte (1928–1930)
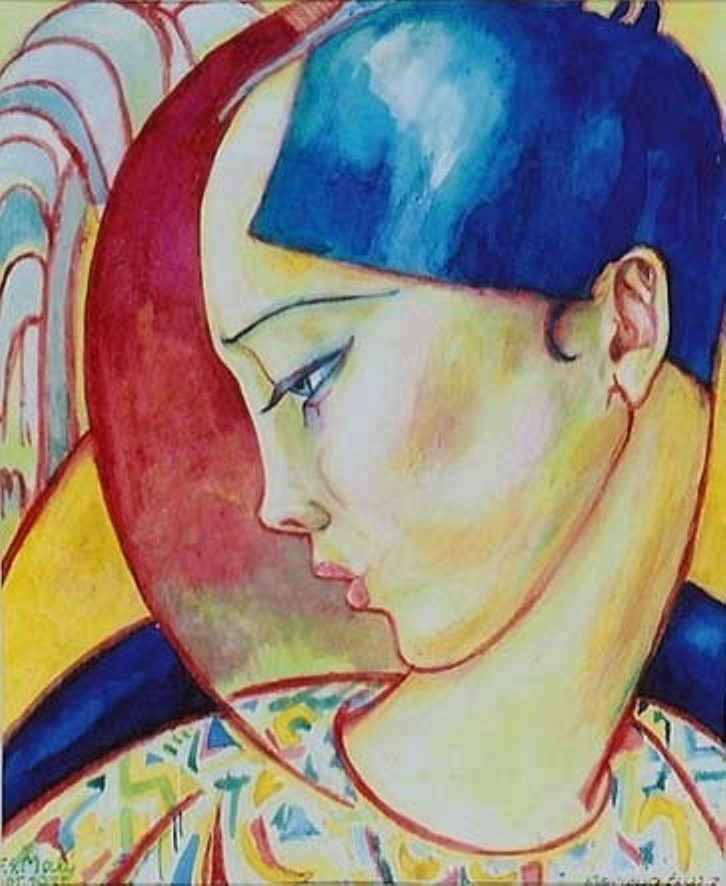
Frauenkopf (1931)
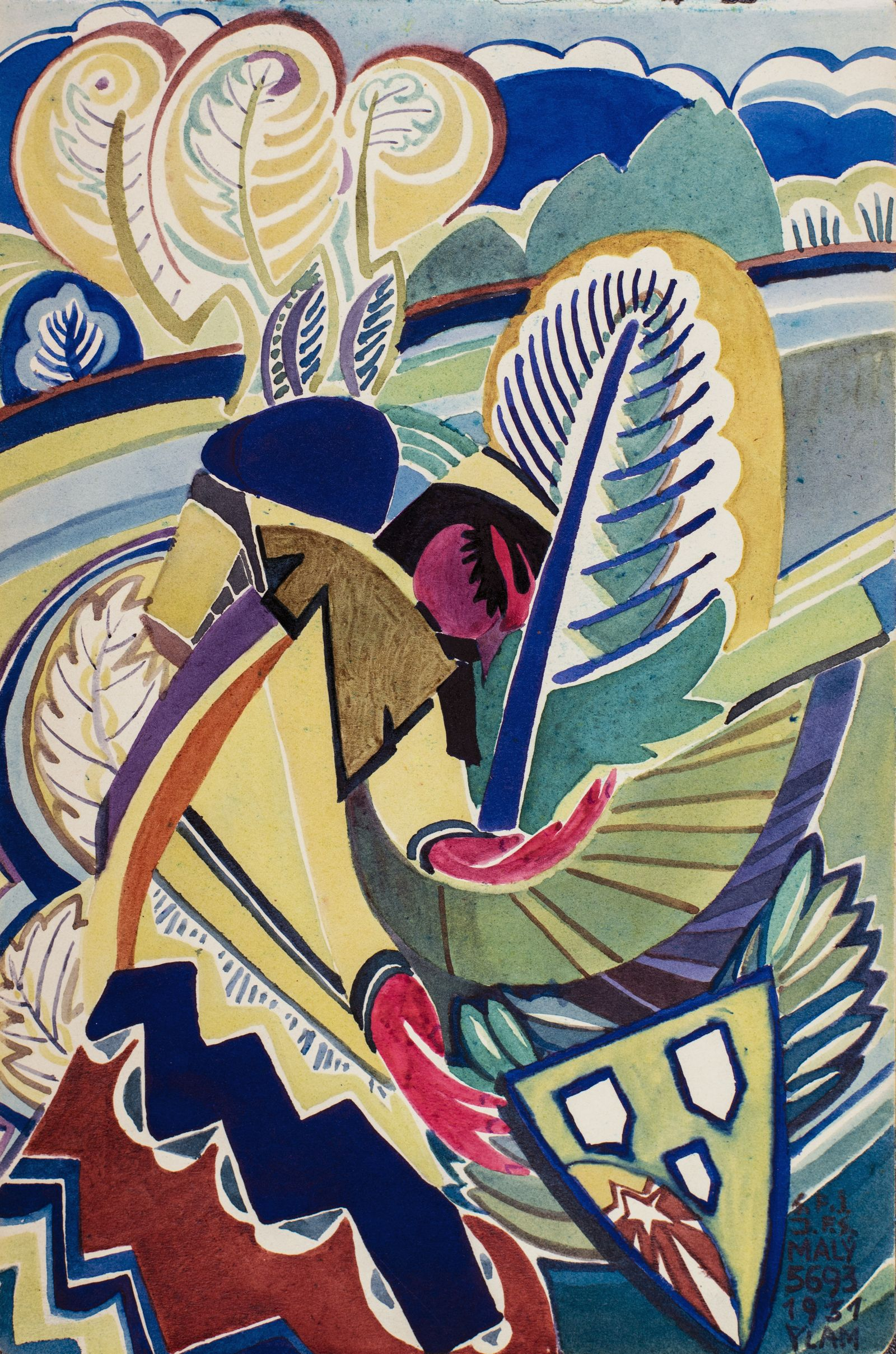
Landschaftskomposition (1931)